# Harvey Fierstein

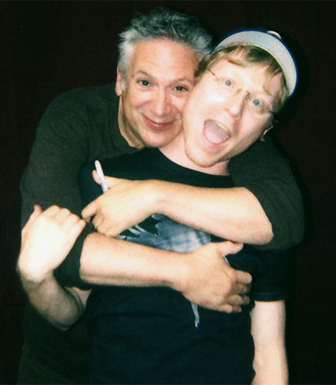
Harvey Fierstein ściskający Anthony'ego Rappa.

Harvey Forbes Fierstein (ur. 6 czerwca 1952 w Nowym Jorku) – amerykański aktor teatralny, filmowy i musicalowy.
Fierstein jest znany ze swego charakterystycznego, niezwykle chrypiącego i niskiego głosu oraz bardzo zniewieściałego stylu odtwarzania ról filmowych. Jest autorem sztuk teatralnych i musicali (m.in. Klatka dla ptaków). W filmie Dzień Niepodległości z roku 1996 zagrał obok Jeffa Goldbluma rolę inżyniera telewizji kablowej. Jego jedną z najbardziej charakterystycznych ról była postać geja, Arnolda Beckhoffa w Trylogii miłosnej.
Jest jednym z najaktywniejszych, znanych działaczy ruchu gejowskiego w USA, walczących o prawa mniejszości i środowisk LGBT. Jest także zdeklarowanym gejem.

## Wybór filmografii
- 1984: Garbo mówi (Garbo Talks) jako Bernie Whitlock
- 1984: Czasy Harveya Milka (The Times of Harvey Milk) jako narrator
- 1986: Rozgrzeszenie (Apology) jako wykolejeniec
- 1988: Trylogia miłosna (Torch Song Trilogy) jako Arnold Beckoff
- 1993: Krwawe żniwo (The Harvest) jako Bob Lakin
- 1993: Pani Doubtfire (Mrs. Doubtfire) jako Frank Hillard
- 1994: Daddy's Girls jako Dennis Sinclair
- 1995: Doktor Jekyll i panna Hyde (Dr. Jekyll and Ms. Hyde) jako Yves DuBois
- 1995: Celluloidowy Schowek (The Celluloid Closet) jako on sam
- 1996: Dzień Niepodległości (Independence Day) jako Marty Gilbert
- 1996: Elmo Saves Christmas jako królik Ernest
- 1997: Kull Zdobywca (Kull the Conqueror) jako Juba
- 1999: Platynowa płyta (Double Platinum) jako Gary Millstein
- 1999: Kaczątko inne niż wszystkie jako Elmer (głos)
- 2000: Jak Mona Lisa (Playing Mona Lisa) jako Bennett
- 2002: Smoochy (Death to Smoochy) jako Merv Green
- 2003: Starsza pani musi zniknąć (Duplex) jako Kenneth